# 小马泡
小马泡（学名：Cucumis bisexualis）为葫芦科甜瓜属的植物，为中国的特有植物。分布在中国大陆的山东等地，一般生于田边路旁，目前尚未由人工引种栽培。